# Дитрих, Георгий Станиславович
Георгий Станиславович Дитрих (15 января 1906, Санкт-Петербург — март 1943, Архангельская область) — русский советский детский писатель и публицист.

## Биография
Родился 15 января 1906 года в Петербурге в семье служащего. По национальности немец.
С 12 лет работал по найму. Окончил школу и один курс института. В 1920 году организовал в Донской области детский клуб и был начальником штаба молодых коммунистов в помощь ЧОНу. В 1921 году возвратился в Петроград, создал первую в городе пионерскую дружину при фабрике «Красное знамя». Один из основоположников газеты «Ленинские искры». Литературную деятельность начал в 1922 году. Член ВКП(б) с 1924 года. Состоял в редакции юмористических журналов для детей «Ёж» и «Чиж».
13 июля 1936 года исключен Октябрьским РК ВКП(б) из партии «за связь с врагами партии». Был арестован в 1937 году, освобождён в 1938 году.
11 июля 1940 года арестован Управлением НКВД по Ленинградской области. Обвинялся по ст. 121 УК РСФСР (разглашение сведений, не подлежавших оглашению). Постановлением Особого Совещания при НКВД СССР от 19 октября 1940 года определено содержание в ИТЛ сроком на 5 лет. Наказание отбывал: Архангельская область, ст. Плесецкая, Северной ж/д, п/о «Наволок», п/я № 238/07. В деле имеется жалоба, из которой следует, что Дитрих Г. С. умер 23 марта 1943 года.
Постановлением Президиума Ленинградского городского суда от 7 августа 1962 года постановление Особого Совещания при НКВД СССР от 19 октября 1940 года в отношении Дитриха Г. С. отменено, и дело прекращено за отсутствием в его действиях состава преступления. Дитрих Г. С. по данному делу реабилитирован.

## Семья
- Жена — Никитина Валентина Павловна
- Дочь — Дитрих Галина Георгиевна
- Дочь — Дитрих Ольга Георгиевна